# Doleschallia
Doleschallia är ett släkte av fjärilar. Doleschallia ingår i familjen praktfjärilar.

## Bildgalleri

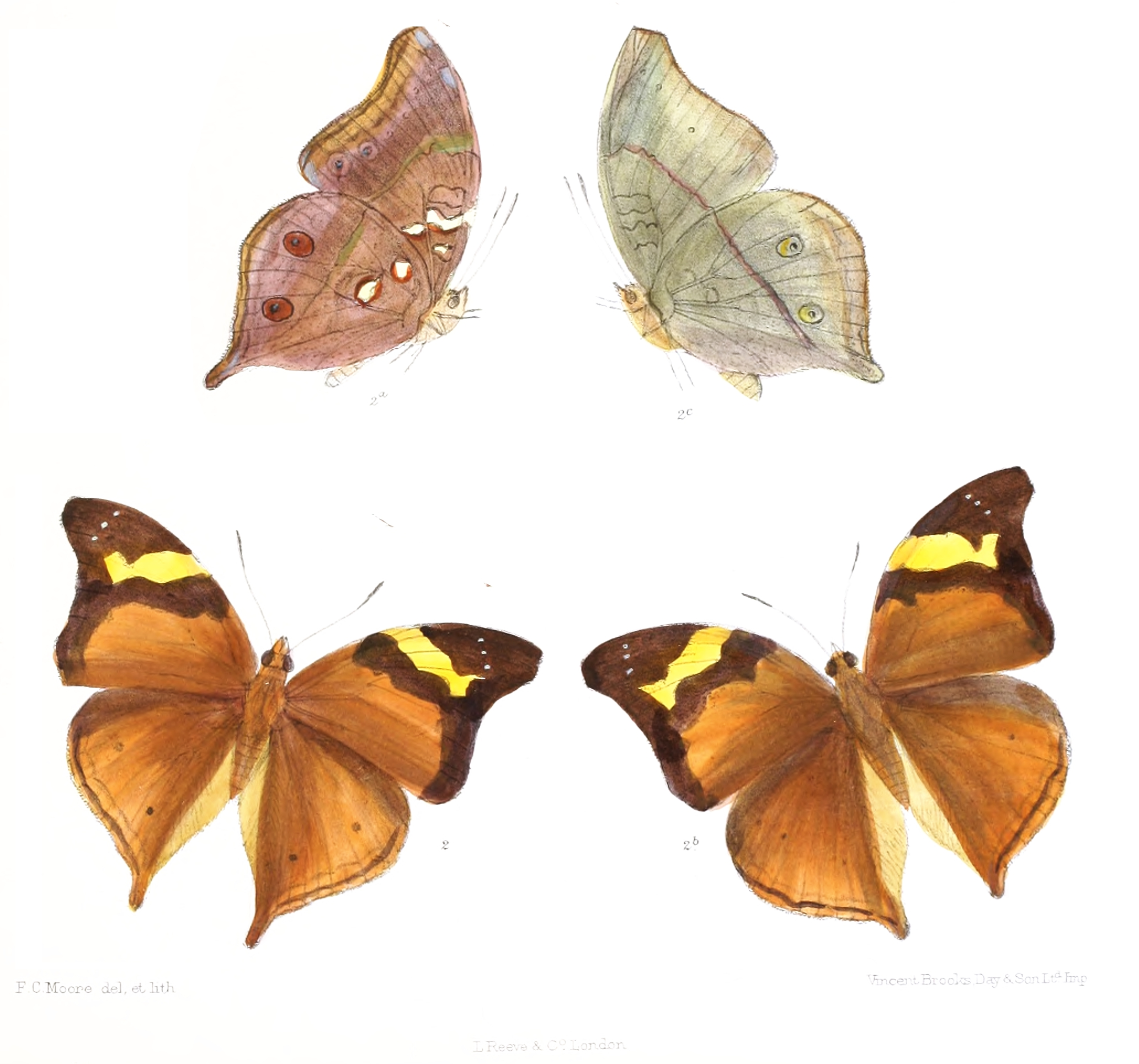
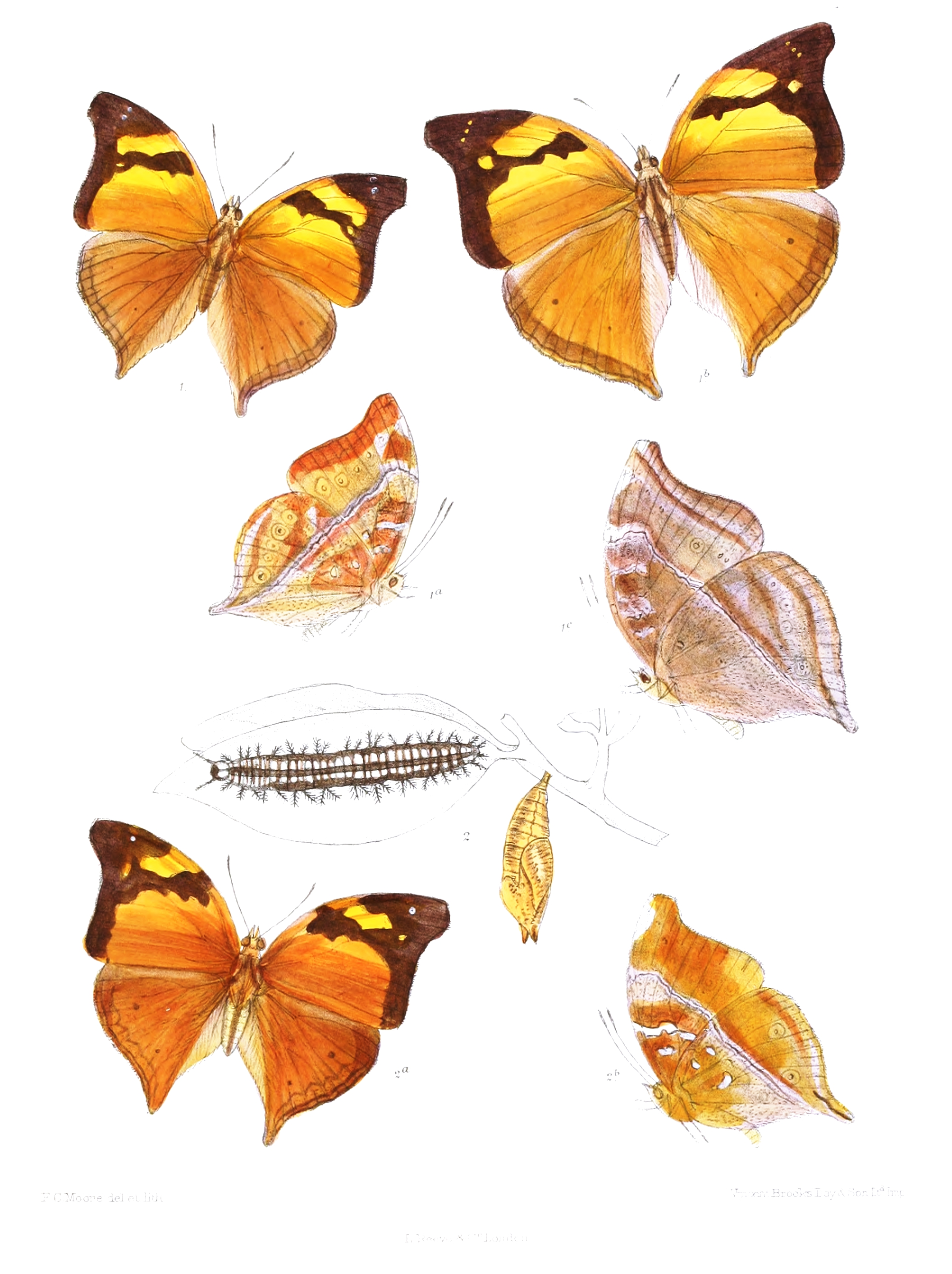

## Dottertaxa tillDoleschallia, i alfabetisk ordning[1]
- Doleschallia amboinensis
- Doleschallia andamanensis
- Doleschallia andamanica
- Doleschallia anicetus
- Doleschallia antimia
- Doleschallia apameia
- Doleschallia ardys
- Doleschallia areus
- Doleschallia argyroides
- Doleschallia australis
- Doleschallia basalis
- Doleschallia bisaltide
- Doleschallia borneensis
- Doleschallia bougainvillensis
- Doleschallia browni
- Doleschallia celebensis
- Doleschallia cethega
- Doleschallia ceylonica
- Doleschallia cingara
- Doleschallia comrii
- Doleschallia continentalis
- Doleschallia coronata
- Doleschallia crameri
- Doleschallia dascon
- Doleschallia dasconides
- Doleschallia dascylus
- Doleschallia demades
- Doleschallia demetria
- Doleschallia denisi
- Doleschallia donus
- Doleschallia endasyclus
- Doleschallia ermelinda
- Doleschallia exornans
- Doleschallia fulva
- Doleschallia gaius
- Doleschallia gurelca
- Doleschallia herrichi
- Doleschallia hexophthalmos
- Doleschallia indica
- Doleschallia iwasakii
- Doleschallia jimena
- Doleschallia kapaurensis
- Doleschallia karabachica
- Doleschallia lactearia
- Doleschallia lyncurion
- Doleschallia malabarica
- Doleschallia mariae
- Doleschallia melana
- Doleschallia menexema
- Doleschallia merguiana
- Doleschallia montrouzieri
- Doleschallia nacar
- Doleschallia nasica
- Doleschallia niasica
- Doleschallia nigella
- Doleschallia nigromarginata
- Doleschallia nimbata
- Doleschallia noorua
- Doleschallia obscurata
- Doleschallia olivacea
- Doleschallia orthagoria
- Doleschallia pfeili
- Doleschallia phalinus
- Doleschallia philippensis
- Doleschallia polibete
- Doleschallia polibetina
- Doleschallia pratipa
- Doleschallia rennellensis
- Doleschallia rickardi
- Doleschallia romana
- Doleschallia scapus
- Doleschallia sciron
- Doleschallia scotina
- Doleschallia semperi
- Doleschallia siamensis
- Doleschallia sinda
- Doleschallia sinis
- Doleschallia solus
- Doleschallia sophilus
- Doleschallia sulaensis
- Doleschallia surculus
- Doleschallia tanara
- Doleschallia tenimberensis
- Doleschallia tervisea
- Doleschallia tongana
- Doleschallia trachelus
- Doleschallia tualensis
- Doleschallia varus
- Doleschallia vomana